# Nevà
Nevà es una localidad española del municipio gerundense de Tosas, en la comunidad autónoma de Cataluña.

## Toponimia
El nombre del lugar puede encontrarse referido con las grafías Navá y Nevà.

## Historia
Hacia mediados del siglo XIX, la localidad, que por entonces ya pertenecía al municipio de Tosas, tenía una población de 147 habitantes y un total de 80 casas. Aparece descrita en el decimosegundo volumen del Diccionario geográfico-estadístico-histórico de España y sus posesiones de Ultramar de Pascual Madoz de la siguiente manera:

NAVÁ: l. en la prov. de Gerona (14 leg.), par. jud. de Rivas (2), aud. ter., c. g. de Barcelona (19), dióc. de Seo de Urgel (10), ayunt. de Tosas: sit. en terreno bajo al pie de un monte, con buena ventilacion, y clima frio, pero sano; las enfermedades comunes son catarros y pulmonías. Tiene 80 casas, la 1 igl. parr. (San Cristóbal) de la que es aneja la de Planes, servida por un cura de primer ascenso, de provision real y ordinaria: el térm. confina N. Tosas, E. Dorriá, S. Gombreny, y O. Planonas: el terreno es muy escabroso; al S. hay un elevado monte nominado Cota puvilla, al.E. los Pirineos; le cruza un torrente que une sus aguas al r. Freser, y varios caminos locales de herradura en mal estado: prod. centeno, legumbres, patatas, manzanas; cria ganado lanar y vacuno, y caza de perdices, liebres y abundancia de codornices en el verano: pobl.: 51 vec., 147 alm.: cap. prod. 909,200 rs.: imp. 23,730 rs.
(Madoz, 1849, p. 33)

En 2021, la entidad singular de población tenía censados 53 habitantes y el núcleo de población 31 habitantes.

## Patrimonio
En la localidad hay una iglesia bajo la advocación de San Cristóbal.